# デジタル単一市場における著作権に関する指令
- 知的財産権 > 著作権 > 欧州連合の著作権法 > デジタル単一市場における著作権に関する指令
- 欧州連合 (EU) > EU法 > EU指令 > デジタル単一市場における著作権に関する指令

デジタル単一市場における著作権に関する指令 (デジタルたんいつしじょうにおけるちょさくけんにかんするしれい、略称: DSM著作権指令、英: the Directive on Copyright in the Digital Single Market) は2019年6月7日に発効した欧州連合 (EU) の指令であり、2001年の情報社会指令とともにEU著作権法に大型改革をもたらしたことで知られる。この2つの指令の間には、YouTubeをはじめとするコンテンツのオンライン共有サービスや人工知能 (AI) といった新技術が台頭し、こうしたデジタル著作物の利用形態の変化に対応した新たな法的枠組みが必要とされたことが、DSM著作権指令制定の背景にある。指令内容のポイントは以下3つにまとめられる。
1. 著作権者と、その著作物を利用するデジタル・プラットフォーム事業者間の利益分配の不均衡 (いわゆるバリュー・ギャップ問題) 解消
2. 絶版書籍や孤児著作物といった未活用著作物の掘り起こし・再流通 (いわゆる拡大集中許諾制度（英語版）導入)
3. AIの学習データや教育・文化遺産機関の活動を目的とした他者著作物無断利用の合法化 (著作権の例外・制限規定（英語版）の拡充)

バリュー・ギャップ問題解消を巡っては、EUの立法史上類を見ないほどの激しい利害対立を生み出してロビー活動が各所で展開されたことでも知られている。その問題の根幹は、通称「リンク税」と揶揄された第15条と「アップロード・フィルター条項」と批判された第17条の2点にある。第15条は報道出版物を利用するニュース・アグリゲーター (例: Google News) がニュース記事の大元である報道機関に十分な利用料を支払っていないとの課題認識に基づく。また第17条はオンライン・コンテンツ共有サービス事業者 (online content-sharing service providers、略称: OCSSPs) に適用され、ほぼYouTubeを標的とした立法とも言われている。第17条はユーザーが著作権侵害コンテンツを投稿した際、所定の要件を満たせばOCSSPsが免責されるセーフハーバー条項である。しかし従前にはないコンテンツ全体監視をOCSSPsに追加で義務付けたとも解釈できることから、ユーザーの表現の自由抑圧や事業者への過度な負荷といった問題が多方面から指摘されている。
DSM著作権指令成立後もポーランド政府から欧州連合司法裁判所 (CJEU) に第17条無効の異議申立があったものの、2022年にCJEUはこれを棄却したことから、EU加盟国による当指令の国内法化義務 (指令を遵守すべく各国の法制度を改正するなど具現化する義務) が確定した。その後、DSM著作権指令で求める以上の過度な規制をデジタル・プラットフォーム事業者に課すEU加盟国もあり、上乗せ規制 (英: Gold-plating) と批判を受けて複数の訴訟に発展している。

## 指令の概要
※ 以下では著作権に関連する既存の各種EU法令も併せて解説するが、2019年のDSM著作権指令は既存指令を完全に廃止・上書きするものではなく、並存して互いに補完している点に留意されたい。またDSM著作権指令が欧州議会で可決した後でも、一部メディアは原案の旧条番号で表記していることがあり、原案の第11条は現行法の第15条に、原案の第13条は現行法の第17条にそれぞれ読み替える必要がある。

### (1) バリュー・ギャップ問題解消
著作権市場における「バリュー・ギャップ」(Value gap) とは、デジタル・プラットフォーム事業者が得る収益がコンテンツの著作権者に十分還元されず、経済的な不均衡が生じる状況を指す。特にユーザー投稿型コンテンツ共有サービスの事業者であるYouTubeが音楽業界から強烈な批判を受けてきたが、音楽以外にもニュース報道で同じくバリュー・ギャップが問題視されていた。この問題に取り組んだのが、DSM著作権指令の第15条「リンク税」 (原案では第11条)と第17条「アップロード・フィルター条項」(原案では第13条) である。

#### 第15条「リンク税」
DSM著作権指令以前には、2001年制定の情報社会指令 (略称: InfoSoc Directive) があり、同指令第2条および第3条第2項で著作権者の複製権と公衆伝達権保護が謳われている (つまり著作権者に無断・無償で複製やオンライン拡散をしてはならない)。これを報道出版物 (Press publications) にまで拡張させたのが、DSM著作権指令の第15条である。第15条では新聞社や報道機関などの報道出版者に対し、Google Newsなどのニュース・アグリゲーター (News aggregators) が利益の適正割合をシェアするよう義務付けている。これは直接的には報道出版者の利益保護につながるが、より高次には信頼性の高い情報の流通を促進する目的もある
ここでの「報道出版物」とは「編集・校閲体制を整えた新聞、雑誌、ニュース報道など、いわゆるジャーナリズム活動によって創作される言語著作物を主体とする。ただし、科学論文雑誌など科学・学術を目的とした定期刊行物については、当定義に含めない」とされる (第2条 定義)。ニュース・アグリゲーターなどの報道出版物利用者が利用料を支払う対象は、2019年6月6日以降に出版された第三者の報道出版物に限定される (第15条)。支払義務が課される期間は「2年間」であり、報道出版物が公表された日の翌年1月1日から起算する (例: 2023年1月1日と2023年12月31日に公表されたニュース記事を利用する場合、いずれも2024年1月1日から起算して2年間のため、2025年12月31日までが利用料支払期間)。なお、このような報道出版物の執筆者 (つまり著作者) が例えばフリーランスなどの立場で新聞・雑誌などに寄稿している場合、新聞社・雑誌社に対して原稿利用のライセンス許諾を与えているか、または著作権そのものを譲渡しているケースが考えられる。このような場合でも、ニュース・アグリゲーターなどの利用者が利用料を支払う相手先は新聞社・雑誌社であり、ライセンス許諾または譲渡契約の内容に基づいて、利用料を執筆者に分配するマネーフローとなる (第16条)。
適用の例外
以下の例外要件を満たす場合は利用料の還元義務は発生しない。
- 事業者ではなく個人が利用し、かつ私的または非営利目的の場合
- ハイパーリンクを使って報道内容をオンラインでシェアした場合 (例: Facebookなどのソーシャルメディアでオンライン新聞記事のリンクを紹介する投稿)
- 報道内容に関して独自の表現で説明・論評したり、報道内容のごく短い箇所を引用した場合
- 報道出版物が孤児著作物 (著作権者不明) の場合 (2012年の孤児著作物指令 (Directive 2012/28/EU) に基づく例外)
- 視覚障害者向けの提供 (2017年のEUマラケシュ条約指令 (Directive (EU) 2017/1564) に基づく例外)

「非営利」「ごく短い引用」「利益の適正な割合」といった第15条の文言には曖昧さが残り、その解釈は国内法化を行うEU加盟各国に委ねられている。結果として、イタリアやベルギー国内では第15条を巡る訴訟が提起され、欧州連合司法裁判所 (CJEU) に先決裁定を付託する事態へと発展している。

#### 第17条「アップロード・フィルター条項」
DSM著作権指令の第17条は、「オンライン・コンテンツ共有サービス事業者」(online content-sharing service providers、略称: OCSSPs) に対する責任追及を厳格化した条項となっている。また合法的なコンテンツを投稿したユーザーには、OCSSPsとの間で利益還元の交渉しやすくなることが期待されている。第17条のポイントは以下のとおりである。
- OCSSPsによる公衆伝達: ユーザーが投稿したコンテンツをOCSSPsの環境を通じてシェアする行為は「公衆伝達」に該当するため、コンテンツの著作権者から利用許諾を取得しなければならない[49]。
- OCSSPsの免責 (セーフハーバー条項): ユーザー投稿コンテンツが著作権侵害を引き起こしている場合、以下3つの条件を満たせばOCSSPsの責任は免ぜられる[50][49]。
  1. 許諾を受けようと「最善の努力」(best-effort) を尽くしたこと
  2. 著作権者から著作権侵害の通知を受け、侵害コンテンツを業界高水準の責任感のもとに（with high industry standards of professional diligence）削除・アクセス遮断すること
  3. 事後的な削除を迅速に行うだけでなく、同一コンテンツが再び投稿されないよう防止策が追加で講じられていること
- 新興・中小OCSSPsの義務の部分軽減: EUでの事業展開が満3年未満の場合や年商1000万ユーロ以下の事業者はセーフハーバー条項1点目「最善の努力」のみが適用される[50][51]。ただし前年の月次平均ユニーク訪問者数が500万を超える場合、セーフハーバー条項3点目「再犯防止策」を最善の努力のもとで講じたことを情報開示する義務は残る[50][51]。
- 電子商取引指令（英語版） (略称: ECD) のセーフハーバー不適用: ECDの第14条はホスティング事業者全般に対するセーフハーバー条項であるが、OCSSPsに限ってはDSM著作権指令の第17条のセーフハーバー条項が優先適用される[49]。

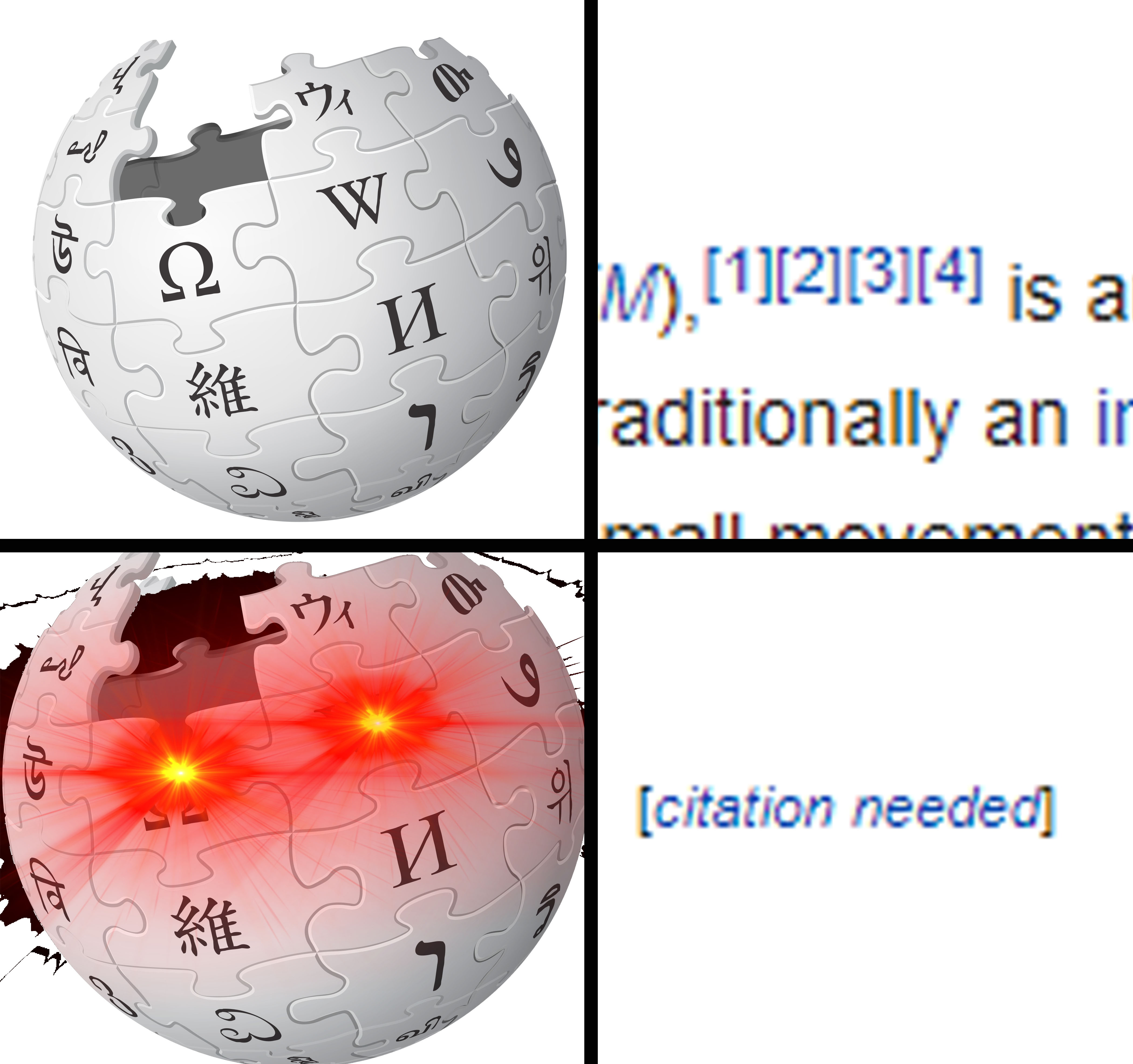
ウィキペディアのロゴを流用したインターネット・ミームの例。DSM著作権指令によって、ミーム創作の自由が奪われるとの懸念が法案審議過程で広まった。

こうしたセーフハーバー条項は日本ではプロバイダー責任法、米国ではデジタルミレニアム著作権法 (DMCA) による改正立法にも類似の規定が見られる。
これらの条文は様々な法的解釈上の問題を孕んでおり混乱したことから、発効から2年後の2021年7月4日 (国内法化期限の3日前) にEUの行政執行機関である欧州委員会が「DSM著作権指令 第17条に関するガイダンス文書」(COM(2021) 288 final) を公表した。しかしながら一部は有益との評価もありつつ、多くがケースバイケースで判断せよとの助言であり不透明性が高く、学説も割れたままである。第17条の解釈論は、#指令の詳解で後述する。
適用の例外
非営利で運営されるウィキペディアや、教育・科学目的のオンラインレポジトリー、GitHubに代表されるオープンソース向けソフトウェア開発プラットフォーム、B2Bのクラウドサービスなどは第17条の適用対象外となる。
また表現の自由を擁護するため、第17条では引用、批判、解説、カリカチュア (風刺画)、パロディないしパスティーシュ (模倣) の目的であれば、ユーザーがコンテンツを自由に創作してアップロードできると定めた。換言すると、これらのコンテンツをプラットフォーム事業者が著作権侵害のおそれがあるとして、みだりに削除してはならない。過去にこのような制限・例外規定を導入するかはEU加盟各国の判断に任されていたが、DSM著作権指令によって明示的に義務化されている。

### (2) 拡大集中許諾制度

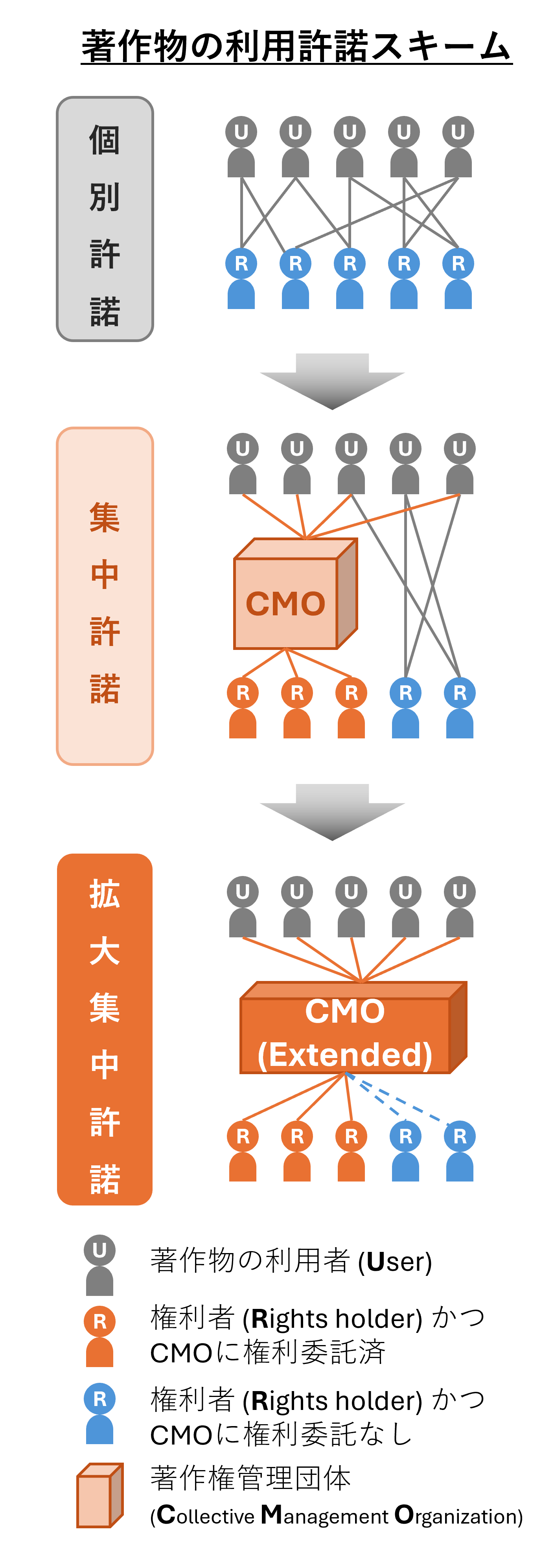
拡大集中許諾制度 (ECL) と従来制度の相違点

著作物の中には個々の著作権者から利用許諾を取得するのが煩雑で非現実的、あるいは著作権者を追跡するのが困難などの理由で、未利用のまま著作物が埋もれてしまうことがある。このような状況下で許諾手続を円滑化する意図をもってDSM著作権指令の第12条「拡大効を有する集中許諾」が設けられた。この条項は一般的に拡大集中許諾制度と呼ばれる仕組みである。拡大集中許諾制度とは、従来型の著作権管理団体への権利委託スキームを発展させたものである。 著作権管理団体とは日本の音楽業界で例を挙げればJASRACなどが知られており、集中管理機関 (Collective management organizations、略称: CMO) とも呼ばれる組織の総称である。
基本的には、著作権者と著作物の利用者の間で利用許諾 (ライセンス) を1対1で契約締結する。しかしこれでは利用料の徴収業務などが煩雑化してしまうため、両者の間にCMOが窓口として介在し、複数の利用許諾を N対1対N で締結する。このような複数の著作権者がCMOに権利委託して集中しているスキームが従来型の集中許諾制度である。これを援用した拡大集中許諾制度では、著作権者とCMO間で直接の権利委託関係がなくとも、CMOが利用許諾を利用者に対して出せる仕組みである。特に図書館や美術館といったデジタル・アーカイブ事業を展開する機関のほか、放送事業者といった著作物の大量利用者にとって、許諾取得 (権利処理) を円滑に行えるメリットがある。
DSM著作権指令 第12条が適用されるのは、2014年の著作権集中管理指令 (2014/26/EU、略称: CRM指令) が定める要件を満たしたCMOである。つまり著作物の利用許諾契約の締結といった業務を主体とする組織でなければならず、労働組合的活動が主で著作物の許諾契約も副次的に扱っている場合などは除く。しかし既に拡大集中許諾制度をDSM著作権指令成立前から導入している国の一部には、著作権集中管理指令の定義するCMO以外によって拡大集中許諾制度が運用されている実績があり、法的矛盾が指摘されている (スウェーデンなど)。またDSM著作権指令 第12条では、CMOは著作権者の利益に沿った代理窓口の役割 (Representative) であると定義されている。この Representative の要件は、1960年代から拡大集中許諾制度を運用してきたスウェーデンを始めとする北欧諸国の制度モデルをDSM著作権指令に取り込んだと言われている。
DSM著作権指令において、CMOは絶版となった著作物の複製・頒布・公衆伝達を非営利目的で行うため、これらの著作物を管理する文化遺産機関との間で非独占ライセンス契約を締結できると定められている。利用にあたっては著作者の氏名を表示する必要があるものの、非営利であればウェブサイトにも公開できる。ただし、映画やテレビ番組などの視聴覚著作物の著作者が第三国に本拠を構えている場合や、視聴覚著作物以外で第三国で最初に公表されたものについては、このようなライセンス契約の定めの対象外となる (第8条)。また、ライセンス許諾を付与する文化遺産機関は、EU加盟国内で設立されていることが条件となる (第9条)。
DSM著作権指令に先行すること2012年、フランスでは20世紀以前に発行されて絶版になっている書籍をデジタル化して無料再頒布する法制度が導入された。このフランス型の絶版書籍デジタル再頒布制度の骨子を踏襲する形で、2019年のDSM著作権指令でも拡大集中許諾制度が導入された。ただしDSM著作権指令の第10条では、著作権者がCMOに対して利用拒否の意思表示 (オプトアウト) ができるよう、追加の配慮規定が加えられている違いがある。これは2016年の欧州連合司法裁判所による「Soulier and Doke判決」を反映したものである。また、フランスの制度が法的拘束力があるのに対し、DSM著作権指令の拡大集中許諾制度は国内法化するかは各国に委ねられている。
ビデオ・オン・デマンド (VOD) 型の映像コンテンツ配信に関しても特別規定が設けられている。コンテンツ配信のライセンス許諾上に問題が生じた場合は、中立機関または仲裁機関に紛争解決を付託することができ、その詳細手続はEU加盟各国の国内法で定めることができる (第13条)。

### (3) 例外・制限規定の拡充
著作権法における例外・制限規定とは、著作権者の独占的な権利を一部緩和し、第三者による著作物の自由な利用を認めるものである。具体的には以下の3用途が著作権侵害に当たらない行為として、DSM著作権指令上で明文化された。
- テキストおよびデータマイニング (TDM)
- 教育目的の例示のためのデジタル利用
- 文化保存

2001年の情報社会指令では第2章 第5条で21の例外・制限ケースを規定しており、EU加盟国が国内著作権法で21の例外・制限ケース以外を追加してはならないとしている。この21ケースをベースに、2019年のDSM著作権指令によって新たに上述の3ケースが追加されたことになる。
情報社会指令とDSM著作権指令の例外・制限規定の違いは、法的拘束力にある。情報社会指令で挙げられた例外・制限項目はEU加盟各国の判断に任されている。一方でDSM著作権指令で追加された項目は国内法化が必須である。仮に2つの指令に矛盾が生じれば、拘束力の強いDSM著作権指令側の規定が優先される。
DSM著作権指令におけるTDMとは「パターン分析、トレンド把握や相関分析などを行うためにテキスト文書やデータを自動解析する手法」であると定義されている (第2条)。科学研究機関や文化遺産機関が第三者の著作物を使ってTDMを行う際、著作権者の排他的な権利は及ばず、著作物のデータ保存におけるセキュリティ対策を講じている限りにおいて、著作権侵害に当たらないと定められた (第3条)。また科学研究目的以外でも、検索エンジンなどクローラによるオンライン公開データの取得・分析は、著作権侵害に当たらない (第4条)。
教育目的の例示のための著作物利用に関しては、出典と著作者名 (判明している場合) を表示する必要がある。ここでの教育目的であるが、教育機関の監督責任の下、あるいは教育施設内での利用であり、かつ利用者が学生や教職員に限定されている場合である。つまり、教材販売や楽譜といった、一般的に市場で販売される用途は含まない。なお、教育目的であっても著作権者に公正なライセンス料を支払うべきかについては、EU加盟各国で別途定めることができる (第5条)。
文化遺産機関による著作物の複製についても、その保全・記録媒体を問わず合法と定められた (第6条)。

## 指令の詳解

### 第17条の解釈
OCSSPsの義務と免責を規定する第17条は発効後も以下の論点で解釈が割れる、あるいは法令間の矛盾が指摘され、波紋を広げている。
1. 著作権侵害コンテンツがユーザーによって投稿された場合、OCSSPsは「直接」の権利侵害者として民事責任を負うのか、「間接」的に手段の場を提供した二次侵害（英語版）責任に留まるのか (つまり公衆伝達の行為主体がOCSSPsなのか)[32]。
2. OCSSPsにアップロードフィルター導入義務を実質的に負わせているとも解釈でき、従来のEU法や欧州連合司法裁判所判決と矛盾するのではないか (技術的・実務コスト的に可能か)[86]

第17条の各項ポイント要約は以下のとおりである。
- 第1項: OCSSPsの行為は公衆伝達に該当するため、投稿コンテンツの著作権者から利用許諾を取得する必要がある。
- 第2項: 投稿ユーザーが非営利目的ないし少額の収益しか得ていない場合であっても、利用許諾は必要である。
- 第3項: 電子商取引指令 第14条第1項はホスティング事業者向けのセーフハーバー条項だが、OCSSPsにはこの条項は適用されない[注 9]。
- 第4項: OCSSPsのセーフハーバー条項 3要件 - (a) 許諾取得に最善の努力を尽くす、(b) 業界高水準の責任感のもとに侵害コンテンツを削除、(c) 同一コンテンツが再投稿防止策が追加で講じられていること
- 第5項: 比例原則に則り、第4項の成立を判断する。特に(a) サービスの種類、視聴数、著作権侵害を引き起こしたコンテンツの種類、(b) OCSSPs側の利用可能な技術および導入・運用コストが考慮される。
- 第6項: 新興・中小OCSSPsへの義務・責任の部分軽減[注 10]
- 第7項: ユーザーの二次利用による表現の自由を侵害してはならない。特に引用、批評、レビュー、パスティーシュ、パロディ、カリカチュア目的の利用が挙げられる。
- 第8項: 一般的監視義務の不存在
- 第9項: ユーザー側の不服申立を効果的・迅速に処理する手続。また権利者側の侵害通告には正当理由を必要とする。

論点1 - 公衆伝達の主体と一次責任
第17条第1項はOCSSPsの一次責任 (直接責任) と二次責任 (間接責任) のいずれを負いうるのか、学説が分かれている。著作権侵害コンテンツを投稿したのがユーザーであっても、それを一般公開して誰もが閲覧できる状態にしているのがOCSSPであることから、情報社会指令第3条が定める「公衆伝達」の行為をOCSSPが直接行っているとも解せるためである。一方で、第17条第4項では権利侵害コンテンツの投稿を認識してから迅速に除去するなど、最善の努力を尽くすこと (Best-effort) を義務付けているにすぎず、OCSSPsの責任範囲を制限しているとも解せるためである。公衆伝達権は情報社会指令が「狭義の著作権」(著作者本人の権利) の一つとして保障しているのに対し、DSM著作権指令の第17条は「スイ・ジェネリス権」(著作権本体や著作隣接権に属さない第3の権利、外付けの権利) として位置づけているとの説がある。一方で、DSM著作権指令の第17条は狭義の著作権そのものであり、単に第4項でセーフハーバー条項が追加されたにすぎないとの説もある。
この公衆伝達の行為者とセーフハーバー条項適用については、2021年の欧州連合司法裁判所による2件併合判決「ピーターソン対YouTube事件、エルゼビア対Cyando事件」が参照されている (Peterson v YouTube and Elsevier v Cyando, Joined Cases C-682/18 and C-683/18)。本事件ではDSM著作権指令は直接は問われておらず、情報社会指令 第3条の公衆伝達権、および電子商取引指令 第14条のセーフハーバー条項が法解釈の焦点ではあるが、DSM著作権指令 第17条を意識しての判決と見られている。
この判決の解釈も学説が分かれている。情報社会指令や電子商取引指令がOCSSPsによる公衆伝達の範囲を狭めているとも解釈できることから、裏を返すとDSM著作権指令 第17条の創設によって、OCSSPsによる公衆伝達の範囲を拡張した (つまり責任範囲が広がった) と推定する研究者もいる。
また、OCSSPsが一次責任を負うと解釈する識者からは、第17条が「とりあえず削除」の方針をOCSSPsが取らざるを得ないリスクも指摘されている。特に投稿されたコンテンツが閲覧数を稼げないような魅力に劣るマイナーなものだった場合、積極的に著作権者から利用許諾を取りに行くインセンティブに欠く。いくら第4項で利用許諾を取得しようと「最善の努力」を試みるだけで足りうると言われても、その努力を証明できない限りOCSSPsは免責されないためである。2021年7月4日に公表された欧州委員会の第17条に関するガイダンス文書 (COM(2021) 288 final) でも、このような「マイナーコンテンツ」は利用許諾に求められる要件が緩和されるのかについては言及されておらず、不透明な状況である。
逆に二次責任のみであれば、OCSSPs側が積極的に権利侵害対策を講じるインセンティブを欠く条文ではないかとの問題も指摘されている。OCSSPsから見れば、セーフハーバー条項に基づいて権利侵害の通知を受けてから削除すればよく、権利者からの通知がなければその権利侵害コンテンツを拡散することで広告収入を得られる構造になっているためである。
論点2 - アップロードフィルター (自動コンテンツ認識技術) の導入強制
第17条第8項の「一般的監視義務」の不存在であるが、一般的監視の具体例としてYouTubeが2007年に導入したContent IDに代表される自動コンテンツ認識 (Automatic content recognition、略称: ACR) が挙げられる。電子商取引指令 第15条は「一般的監視義務の不存在」を規定しており、ユーザーによる不法行為をプロバイダーが能動的に監視し、調査分析する義務を免除する条項である。この規定は通称「SABAM対Netlog事件」に関する2012年の欧州連合司法裁判所判決 (SABAM v Netlog, Case C-360/10) でも確認されている、「ベルギー版Facebook」とも呼ばれたNetlogにユーザーが権利侵害コンテンツを投稿したことに端を発するベルギーの事件だが、能動的な監視ツール (つまり投稿コンテンツのフィルターシステム) 導入義務を命じた国内裁判所の判決を欧州連合司法裁判所は覆している。DSM著作権指令の第17条第8項は、このNetlog事件の欧州連合司法裁判所判決を反映したものである。つまりYouTubeのContent IDのようなシステムを導入するかはOCSSPs側の任意のはずである。
ところがDSM著作権指令 第17条第4項(c)号では、権利侵害を引き起こしたコンテンツが再投稿されないよう、追加の防止策を求めている。また第17条第4項(b)号は具体的にかみ砕くと、動画・音楽・画像・プログラムコードといった著作権保護の対象物を検知できるよう、OCSSPs側に技術的措置を講じることを求めている。よってContent IDのような自動コンテンツ認識技術を用いた能動的・事前の投稿コンテンツチェックが半ば義務化されていると解釈できる。換言すると、電子商取引指令が "Notice and takedown" (権利者から通知を受けたら取り下げ・削除) を求めているのに対し、DSM著作権指令は "Notice and staydown" (一度権利者から通知を受けたコンテンツは将来的にアップロードされないよう維持) モデルに転換したと解されている。DSM著作権指令 第17条は結局、OCSSPsに「中途半端なウェブ警官」(insufficient web police officers) になるよう求めているとの批判の声もある。
Content IDのような自動コンテンツ認識の導入には2つの課題がある。課題1点目は、自動コンテンツ認識の技術開発企業がごく一部に集中しており、導入・利用するOCSSPsには相当のコスト負担となりうる点にある。そのコストは最終的に著作権者 (たとえば音楽レーベル) に転嫁されているのが現状である。課題2点目は、技術や照合データベースの精度上の制約である。自動コンテンツ認識の導入によって合法的なコンテンツまで排除され、投稿ユーザー側の表現の自由を損ないかねない。特にDSM著作権指令 第17条第7項では引用や批評、パロディなどの目的で他者の著作物を二次利用することを認めているが、こうした例外ケースを自動コンテンツ認識が適法と識別できない技術的制約がある。YouTubeのContent IDでは著作権侵害アラートを受けた投稿ユーザーが不服申立できる手続も定められているが、処理にかかる時間が長すぎるとのユーザーからの不満の声も挙がっているのが実状である。
ただしDSM著作権指令 第17条第4項 (セーフハーバー条項) の要件を満たさなければ、必ず責任が発生するわけではない。第17条第5項は比例原則に関する規定であり、比例原則とは公共の利益を達成するために基本的人権などに制約をかける際には、その度合いが適切かつ十分であること (バランスを保つこと) を求める法理である。特に欧州人権条約などで保障されている権利に制約がかかる際の法理として知られている。上述のNetlog事件では、アップロードフィルター導入がOCSSPsに認められている事業活動の自由を毀損し、知的財産権執行指令 (Directive 2004/48/EC) の第3条第1項で定められた「知的財産権の保護にあたっては不必要に複雑かつ高コストな措置を事業者に求めてはならない」とする規定にも、またユーザーの言動監視は個人情報保護の観点からも欧州連合基本権憲章の第11条で保障されている表現の自由や第8条 (個人情報保護) といった基本的権利に反すると判示されている。したがって、DSM著作権指令 第17条第5項の比例原則を加味した具体的な線引きは、各国の国内法化や欧州連合司法裁判所の判断に任されることになる。

### 他法との関係
EU著作権法は日本国著作権法や米国著作権法のように一つの法律にまとまって (法典化されて) いない。EUの行政執行機関である欧州委員会の定義によると、EU著作権法は指令 (Directive) 13本、および規則 (Regulation) 2本で主に構成される (2024年11月更新版)。特にEU著作権法の根幹を成す2001年成立の情報社会指令と、これに大改革をもたらしたと言われる2019年成立のDSM著作権指令の2法が知られている
2019年のDSM著作権指令成立時、既に存在していた他のEU著作権法関連の指令のうち、特にDSM著作権指令と深い関係にあるものに以下が挙げられる。DSM著作権指令は、これら既存の指令を完全に廃止・上書きするものではなく、あくまで強化・改正するものとして位置づけられている。
- 1996年のデータベース指令（英語版） (96/9/EC)[105][注 14]
- 2000年の電子商取引指令（英語版） (2000/31/EC)[105][注 15]
- 2001年の情報社会指令 (2001/29/EC)[105][4][注 16]
- 2004年の知的財産権執行指令（英語版） (2004/48/EC)[4][注 17]
- 2006年の貸与権指令（英語版） (2006/115/EC)[105][注 18]
- 2009年のコンピュータプログラム指令（英語版） (2009/24/EC)[105][注 19]
- 2012年の孤児著作物指令（英語版） (2012/28/EU)[105][4][注 20]
- 2014年の著作権集中管理指令 (2014/26/EU)[105][4][注 21]

さらにDSM著作権指令の第17条と関連性が深いEU規則としてはデジタルサービス法 (略称: DSA) が知られており、DSM著作権指令より後の2022年11月に施行されている。

## 指令成立までの流れと社会の反応
上述の指令内容が固まるまでの間、欧州連合では議論と修正を重ねる必要があった。その経緯を解説していく。

### 前史
デジタル社会に対応した著作権問題に国際社会が本格的に取り組み始めたのは、1996年に署名されたWIPO著作権条約 (著作者本人の権利保護) およびWIPO実演・レコード条約 (著作隣接者の権利保護) である。これら2本の条約は、インターネットを介したインタラクティブ送信を想定しており、デジタル著作物の違法コピー (海賊版) といった技術的保護手段の回避への対策などを規定に盛り込んでいる。EUではこれを受け、2001年に情報社会指令を成立させている。情報社会指令では特に複製権、公衆伝達権、および頒布権について言及するとともに、著作者や著作隣接者が有するこれらの独占権に一定の制限・例外を設ける規定が含まれている。
しかしながら、情報社会指令制定から10年もすると劣化したのである。著作権侵害コンテンツのオンライン共有やソフトウェアの海賊版、違法動画ストリーミングなど、デジタル著作物の侵害手段も多様化し、著作権者が救済を求めて依拠できる法が2000年制定の電子商取引指令のみとなってしまった。
そこで欧州委員会にて欧州単一市場・サービス担当委員を務めるフランス出身のミシェル・バルニエが、情報社会指令の抜本的な改革に向けた当事者検討会合を2013年初頭から開始すると宣言した。検討課題として挙げられたのは、著作物の越境流通、テレビ・映画著作物のオンライン配信への法的保護、音楽著作物の複製に対する利用料などである。ところが、欧州委員会には改革に後ろ向きな姿勢をとる委員も少なくなかった。なぜならば、2004年にはソフトウェア特許、2007年には著作物利用料に関し、欧州委員会は改正提案を行ってきたものの、いずれも廃案に追い込まれた苦い経験があったためである。
EU加盟国レベルでも、第15条の通称「リンク税」に関連する立法化の試みがDSM著作権指令以前に行われている。ドイツでは2013年、著作権法を改正して第3章「プレス出版者の保護」を追加し、第3章の第87f条、第87g条、第87h条でプレス隣接権を保護している:5。スペインでは2014年、著作権法 第32条の引用要件を改正して、報道機関への公正な支払を規定した。しかしながら両国の改正は失敗に終わったと見なされている。
このような背景理由もあって、欧州委員会は改革に向けて慎重に歩みを進めた。80問から成るアンケート形式のパブリック・コメントを2013年12月から2014年3月にかけて募り、その結果を2014年7月にとりまとめて公表した。また、著作権の例外・制限規定によってどのような経済的インパクトが生じるかも2014年5月に調査・分析されており、テキストおよびデータマイニング (TDM) や教育目的、または私的利用目的などについて考察されている。

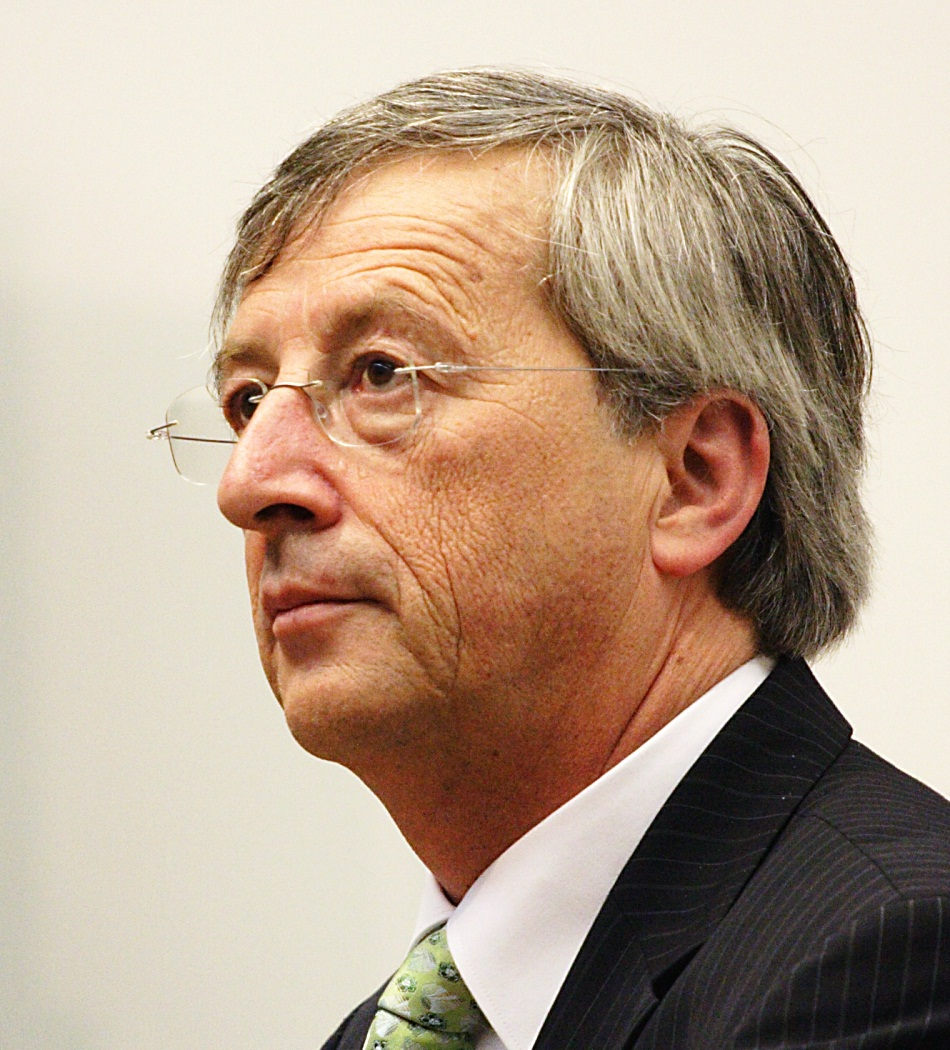
デジタル単一市場戦略を推進したジャン＝クロード・ユンケル欧州委員会委員長

同2014年には、ルクセンブルク元首相のジャン＝クロード・ユンケルが欧州委員会委員長に選出されている。ユンケルは時に強固な「フェデラリスト」(欧州中央集権派) と評され、欧州統一通貨ユーロの立役者の一人としても知られている。その選挙キャンペーンでは「労働者への最低賃金を保障しつつ、デジタル単一市場を達成する」と目標を掲げた。この公言に即し、ユンケル委員会では、重要政策の一つとしてデジタル単一市場を挙げ、副委員長 兼 デジタル単一市場・サービス担当委員にはエストニア元首相のアンドルス・アンシプを起用している。DSM著作権指令も、このデジタル単一市場戦略の一環として位置づけられ、指令案策定の準備が進められていった。
DSM著作権指令制定につながった変化としては、ビデオ・オン・デマンド (VOD) 型の映像、音楽のストリーミング配信、他社の配信した報道記事などを集約して閲覧できるサービスを提供するニュースアグリゲータ、ビッグデータを活用した人工知能 (AI) の研究開発などの存在感がある。また、一般ユーザー自らがコンテンツを容易にオンライン公開できるようになった。このようなオンラインサービスを提供する事業者 (デジタル・プラットフォーム事業者) と著作権者、および一般ユーザーとの間で、ライセンス許諾や利用料の徴収・分配、著作権の権利放棄といったルール整備が必要となった (前文 (2) および (3))。
2016年に欧州委員会が行った調査によると、一般インターネット・ユーザーの57%がソーシャルメディア (SNS)、ニュースアグリゲータまたは検索エンジンを介してニュース記事に触れている。また47%はニュース記事の大元となる新聞・雑誌社などへのサイトリンクをクリックせず、アグリゲートされた媒体上だけで閲覧を完結している。映像・音楽に関しても、これらのコンテンツをインターネット経由で視聴しているユーザーは全体の49%に上り、うち40% (すなわち全体の約20%) は15歳から24歳であり週1回以上の頻度でテレビ番組のインターネット配信を視聴していると報告されている。

### 立法過程

EUにおける立法プロセスの3者構造

EU指令を成立させるには、欧州連合の通常立法手続を踏む必要がある。すなわち、欧州委員会 (Commission) が法案を提出し、欧州議会 (Parliament) の単純過半数、および欧州連合理事会 (Council) の特定多数から共同採択されて初めて成立する。仮に欧州議会で原案そのままあるいは修正付きで承認したにもかかわらず、欧州連合理事会が難色を示した場合は、「三者対話」(英: trilogue) の機会が持たれる。これは欧州委員会、欧州議会、欧州連合理事会からそれぞれ代表者を出して行う公式に定められた交渉であり、共同採択の迅速化を目的としている。

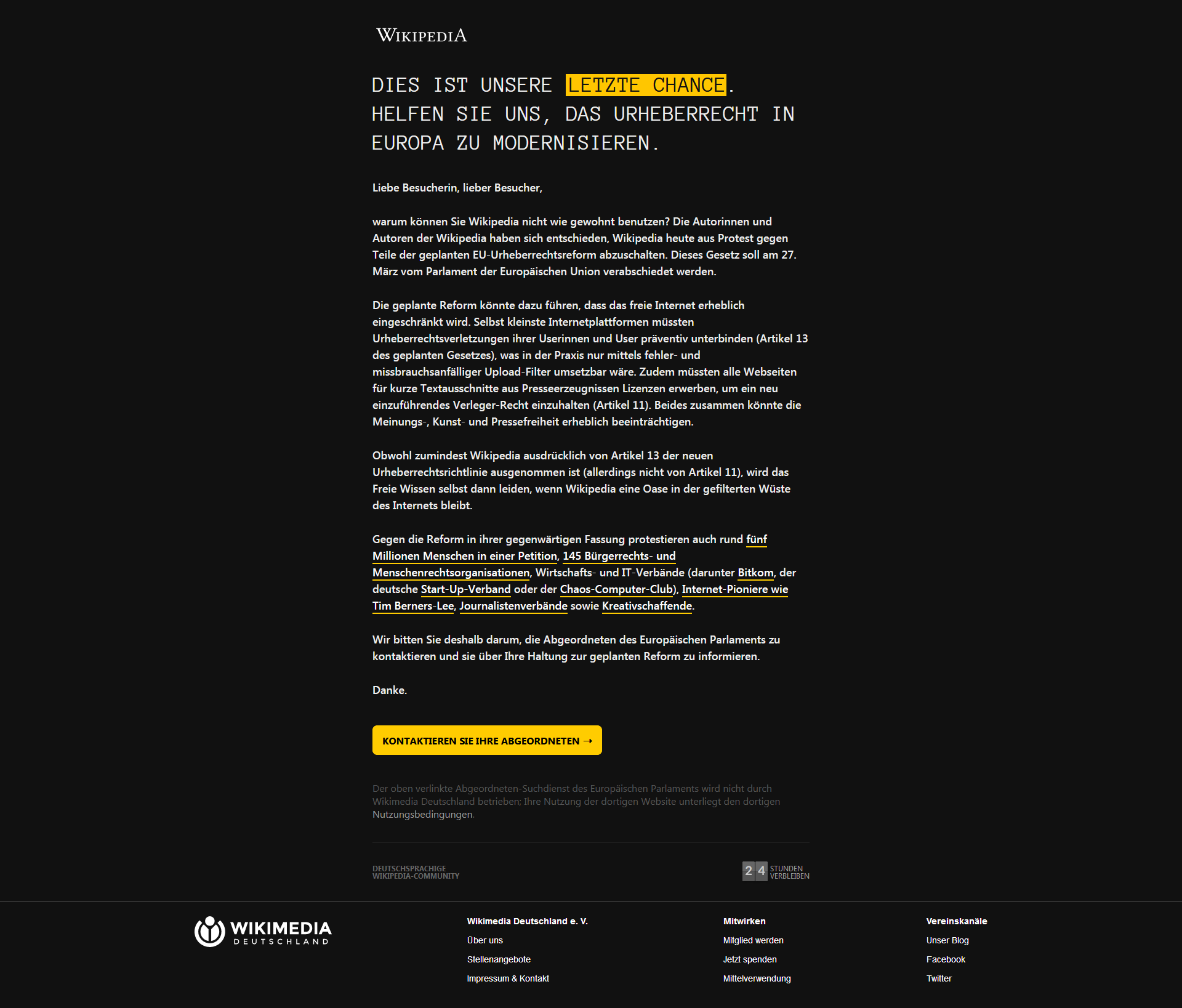
ドイツ語版ウィキペディアが欧州議会の最終投票5日前 (2019年3月21日) に抗議のためブラックアウト

DSM著作権指令もこの手続に則り、欧州委員会が2016年9月14日に指令案を提出した。続いて欧州議会法務委員会 (略称: JURI) にて審議が開始され、2016年10月12日には本件の特別報告者 (仏: Rapporteur) としてマルタ出身で欧州人民党 (EPP) 所属のテリース・コモディーニ・カチアが任命された。2017年6月15日には特別報告者がカチアからアクセル・ボス (ドイツ出身、EPP所属) に交代し、2017年9月下旬に欧州議会法務委員会での採決が予定されていた。しかしながら、2016年の欧州委員会が提出した原案に対する修正項目が996か所にも及んだことから、採決は複数回先送りされることとなった。この間、人権およびデジタル関連を擁護する非営利56団体が共同で公開質問状を提出したり、電子商取引指令で掲げられた一般ユーザーの行動にインターネット・サービス事業者が監視責務を負いかねない条項は、2000年の電子商取引指令の方針に反するとする学術研究レポートが公表されたりするなど、強い反発を受けることとなった。その一方で、著作権者や出版業界の権利保護強化を支持する学術研究レポートも提出されている。

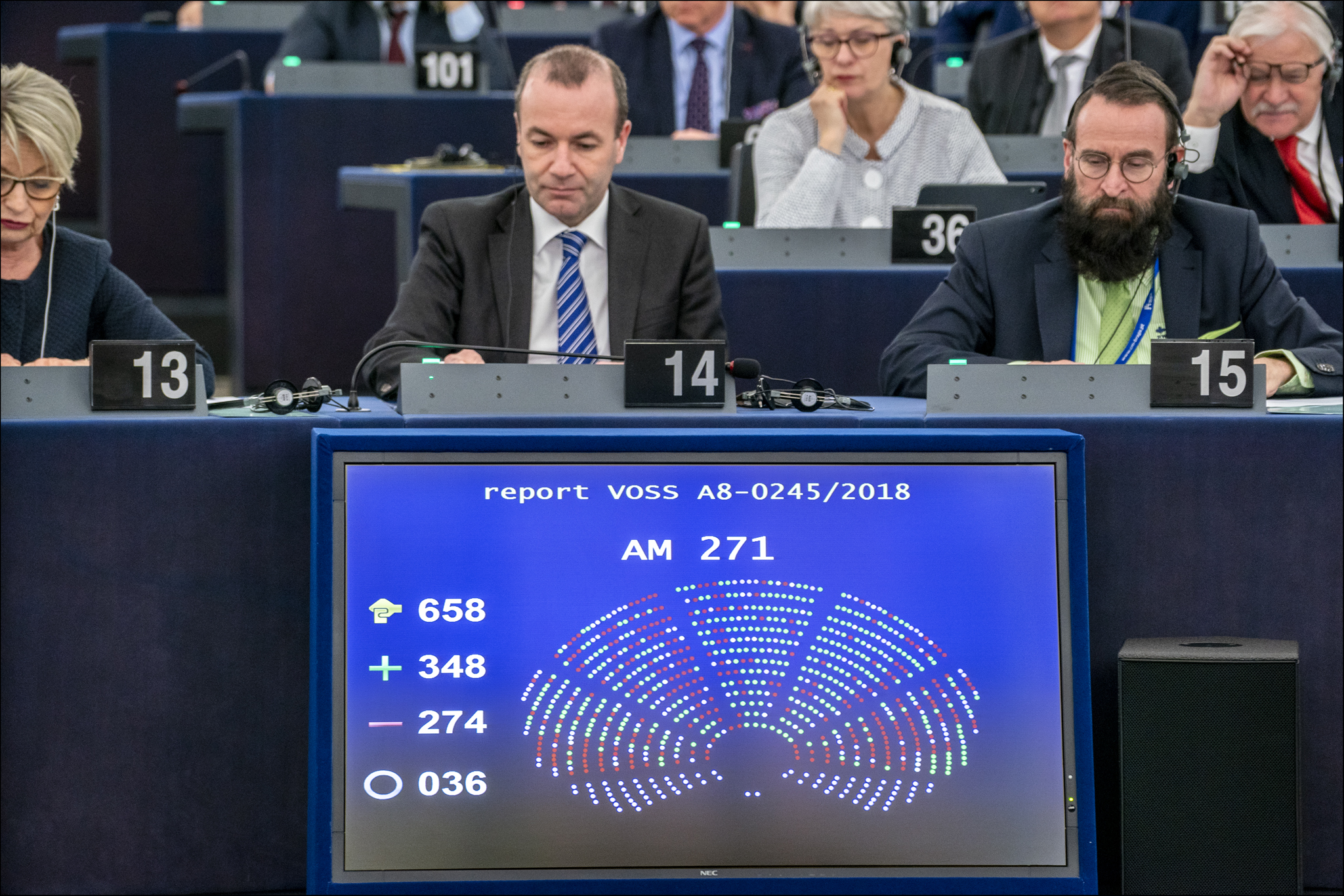
欧州議会による指令採決の様子 (2019年3月26日、フランスのストラスブールにて)

賛否両論ありながら、欧州議会法務委員会ではようやく2018年6月に指令案の承認までこぎ着けた。ところが、欧州議会法務委員会の修正案は2018年7月の欧州議会本会議で否決され、指令案をさらに修正して2018年9月に再採決が行われた結果、可決した。この可決は指令案そのものへの可決ではなく、指令案を欧州連合理事会と交渉することへの合意決議 (英: position) である。これにより、欧州委員会、欧州議会、欧州連合理事会による三者対話が2018年10月よりスタートした。その後2019年2月には、三者対話の結果を踏まえて、第15条 (通称リンク税) と第17条 (通称アップロード・フィルター条項) を中心に修正が加えられることとなる。特に第17条は定義や要件などが具体化するにつれて複雑化し、EUの数ある法令の中でも最も長文の条文の一つだと言われている。最終案は2019年3月26日に欧州議会で、同年4月15日に欧州連合理事会でそれぞれ承認された。
2019年3月26日に行われた欧州議会での氏名点呼投票結果 (政党別、修正前)
欧州議会の政党略称であるが、欧州人民党グループ (EPP)、社会民主進歩同盟 (S&D)、欧州自由民主同盟 (ALDE)、欧州緑グループ・欧州自由連盟 (Greens-EFA)、国家と自由の欧州運動 (ID)、欧州保守改革グループ (ECR)、欧州統一左派・北方緑の左派同盟 (GUE-NGL) となっている。
2019年3月の欧州議会における最終投票は、賛成348票、反対274票、棄権129票であり、投票数に占める割合は賛成55.9%、反対44.1%となっている。投票間違いを修正後は賛成338票 (54.3%)、反対284票 (45.7%) である。この集計修正は、最終投票の直前に別途、部分修正についての投票が行われていたことに起因する。これは通称リンク税と通称アップロード・フィルター条項をそれぞれ個別に投票するか否かについて問う投票であった。仮に可決していれば、リンク税とアップロード・フィルター条項を最終投票の対象から外すことができた可能性があった。結局、この個別投票方式は賛成312票、反対317票、棄権24票で否決された。ところが、投票者のうち10名は誤って反対を投じ、2名は誤って賛成を投じ、1名は棄権のつもりだったと主張した。彼らが正しく投票していた場合、個別投票方式は可決されたはずであった。
欧州議会議員の出身国別に見た場合、賛否比率の傾向 (修正前) は大きく異なる。
- 賛成比率の高い国: フランス (62対2)、スペイン (34対12)、デンマーク (10対2)、ブルガリア (9対3)、ギリシャ (7対2)、
- 反対比率の高い国: ドイツ (38対49)、ポーランド (8対33)、イギリス (31対30)、イタリア (39対27)、スウェーデン (3対15)

2019年4月15日の欧州連合理事会における投票結果 (緑: 賛成、赤: 反対、黄: 棄権)。

2019年4月15日に行われた欧州連合理事会の投票結果
2019年4月の欧州連合理事会における最終投票は、賛成19か国、反対6か国、棄権3か国の結果となった。賛成19か国でEU人口の71%超に達することから、可決に必要な特定多数を満たすこととなった。
欧州連合理事会の国別投票結果 (50音順):
- 賛成 (緑色・19か国): アイルランド、イギリス、オーストリア、キプロス、ギリシャ、クロアチア、ポルトガル、スペイン、スロバキア、スロベニア、チェコ、デンマーク、ドイツ、ハンガリー、フランス、ブルガリア、ラトビア、リトアニア、ルーマニア
- 反対 (赤色・6か国): イタリア、オランダ、スウェーデン、フィンランド、ポーランド、ルクセンブルク
- 棄権 (黄色・3か国): エストニア、スロベニア、ベルギー

なお、反対した国のうちオランダ、ルクセンブルク、イタリア、ポーランド、フィンランドの5か国は、「改悪である」として最終採決に先駆けて共同反対声明を提出している。

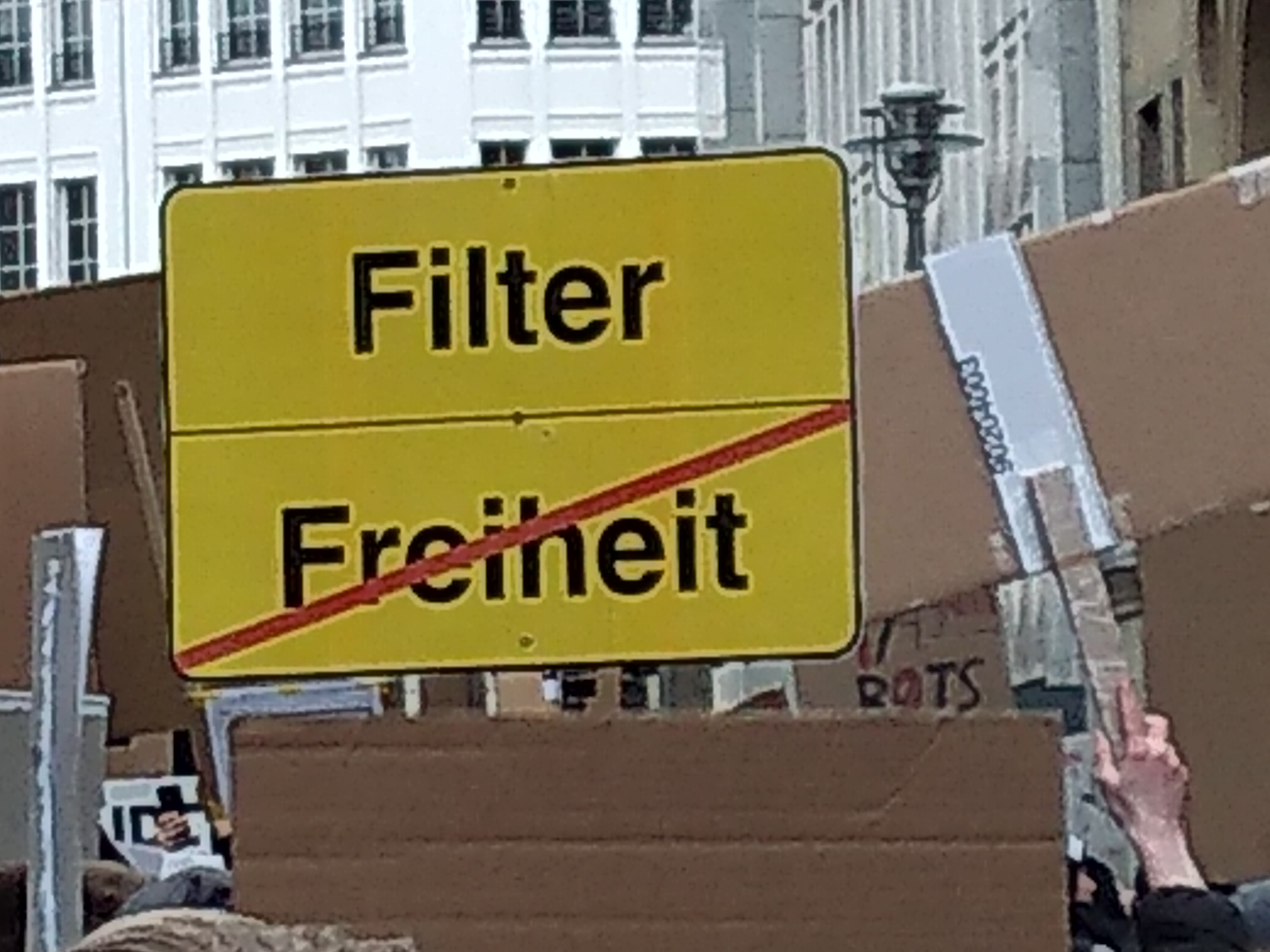
ドイツ・ベルリンで行われた抗議活動のプラカード。「フィルター」「自由 (赤色斜線)」と書かれている (2019年3月2日)。

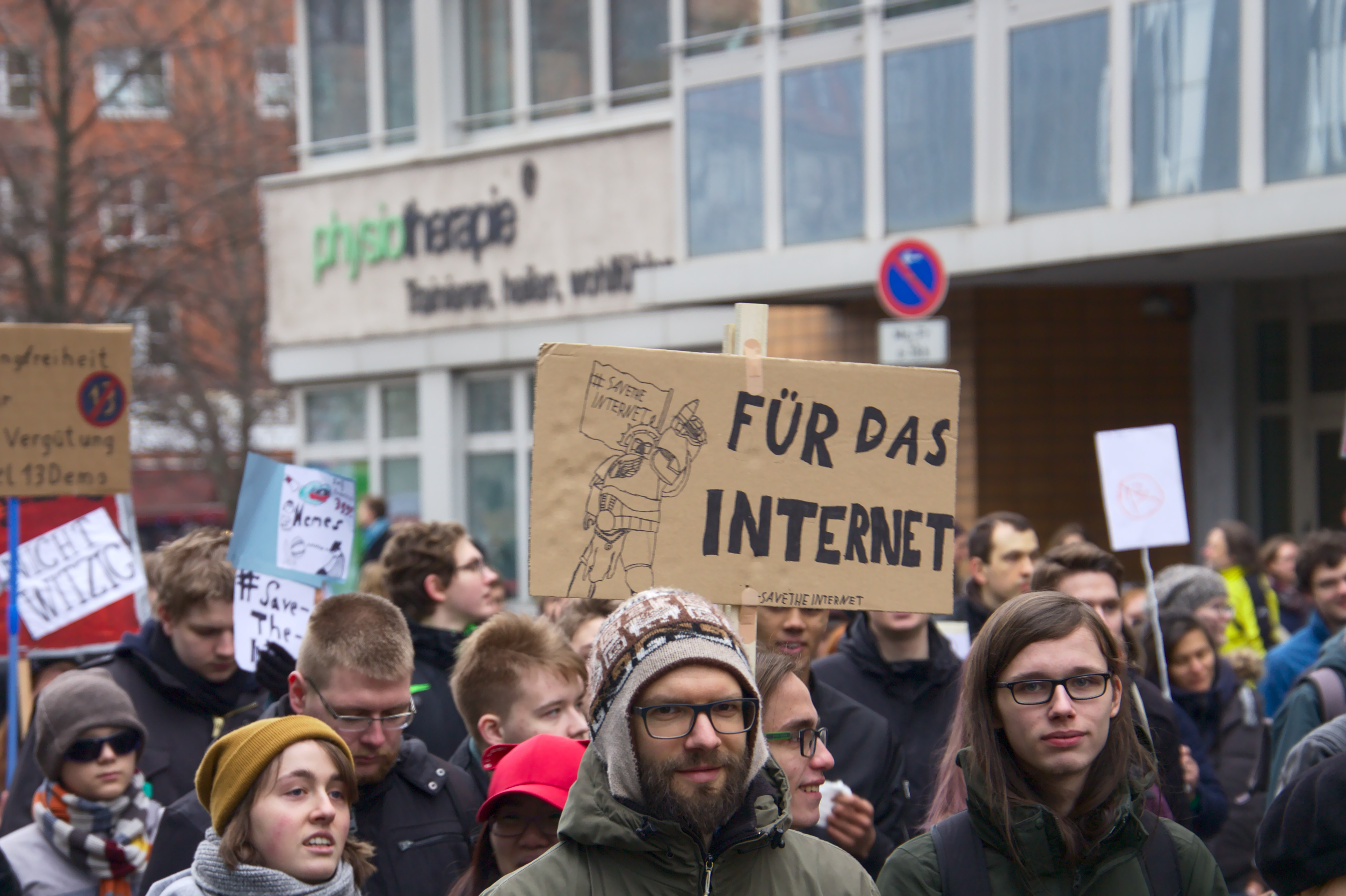
ドイツ・ベルリンで行われた抗議活動。「インターネットを救え」と書かれている (2019年3月2日)。

こうして紆余曲折しながらも欧州議会と欧州連合理事会で共同採択されたことから、欧州委員会が法案提出してから約2年半後の2019年4月17日にDSM著作権指令は成立した。EU指令としては2019年6月7日に発効しており、これを受けて、2年後の2021年6月7日までに国内法化して履行する義務をEU加盟国は負うこととなる。
DSM著作権指令は総じて、著作権者や新聞・出版社などの伝統的なメディアからは概ね好意的に受け止められたものの、著作物の二次的利用の場を提供するデジタル・プラットフォーム事業者や一般ユーザーなどは強い反発を示した。
ユンケル委員会体制下で推進されたデジタル単一市場戦略は、EU域内でのデジタル市場における障壁撤廃を目指し、DSM著作権指令を含めて30の法案が制定されている:2。指令の内容評価は割れたとしても、DSM著作権指令がEU著作権法の大型改革であることは間違いなく、退陣間際のユンケル委員会の成果を象徴するものとなった。

## 指令成立後の国内法化
行政執行機関である欧州委員会は2022年5月19日、国内法化が不十分として13か国に改善指示を出している。その対象国はベルギー、ブルガリア、キプロス、デンマーク、ギリシャ、フランス、ラトビア、ポーランド、ポルトガル、スロベニア、スロバキア、フィンランド、およびスウェーデンである。改善指示受領から2か月間の猶予の後に国内法化が完了しない場合、欧州委員会はEU機能条約 (TFEU) の第260(3)条に則って欧州連合司法裁判所に提訴の上で制裁金を科すとしていた。13か国のうちブルガリア、デンマーク、フィンランド、ラトビア、ポーランド、およびポルトガルの6か国は、実際に2023年2月に提訴されている。
なお、先例となる2001年の情報社会指令の際にも、国内法化に約1年半の猶予期間を設けていたものの、実際に期限内に国内法化を完了できたのは、ギリシャとデンマークの2か国のみである。特に遅れた8か国 (ベルギー、スペイン、フランス、ルクセンブルク、オランダ、ポルトガル、フィンランド、スウェーデン) に関しては、義務不履行で欧州委員会が欧州共同体司法裁判所に提訴した経緯がある。
以下、EU加盟各国の国内法化の状況を解説する。既存の国内法を改正、ないし新法を成立させてDSM著作権指令の国内法化を実施している。一部は上乗せ規制 (英: Gold-plating、別称: 金メッキ処理) と批判を受けている。EU法における上乗せ規制とはEUの法令の文言解釈から外れ、国内法化に際して過度な規制や義務を課すことで、EUの法令の本来の目的を歪めるようなEU加盟各国による追加の立法措置を意味する。

### ポーランド
上述のとおり、国内法化遅延で提訴された6か国の一つがポーランドであるが、ポーランド政府は2019年5月24日、欧州連合司法裁判所にDSM著作権指令 第17条無効の異議申立を行っている。DSM著作権指令が検閲を助長し、EU諸条約や加盟国の憲法に反するとの理由からである。国内法化は2021年6月7日が期日として設定されていたが、これを過ぎた2022年4月26日、CJEUはポーランドの申立を棄却している (判決番号: C-401/19)。

### フランス
EU加盟国の中で最も早く国内法化を完了させたのがフランスである。国内法化は段階的に進められた。主な改正点は以下のとおりである。
- DSM著作権指令 第15条に対応した通称「プレス隣接権法」によってプレス通信およびプレス出版社 (通信社や新聞社などの報道メディア) にも著作隣接権の権利者が拡大 (L218-1からL218-5条)[157]。DSM著作権指令 第15条の国内法化が最も早かったのがフランスと言われている[33]。
- DSM著作権指令 第17条に対応し、オンラインコンテンツ共有サービスに対するセーフハーバー条項 (免責条項) をフランスでも追加した[156]
- DSM著作権指令 第12条に対応し、拡大集中許諾制度（英語版） (ECL) を本格導入した。DSM著作権指令以前の2012年、フランスでは既に著作権法を改正して20世紀の絶版本をデジタル再頒布する法制度が導入されていたが[158][159]:25–26、DSM著作権指令を受けて対象著作物のジャンルをビジュアル・アートにも拡大適用している[156]。

フランスの競争委員会 (日本の公正取引委員会に相当する独立行政機関) は人工知能 (AI) のBard (現: Gemini) を開発・所有するGoogle社と親会社のアルファベット社などに対し、多額の制裁金を複数回に亘って科した (詳細は「GoogleのAIに対する制裁措置」参照)。

### ドイツ
2021年にDSM著作権指令の国内法化に基づく法改正を行っており、現行著作権法 (Urheberrechtsgesetz、略称: UrhG) が1965年に法典化されて以来の大型改正と言われている。以下がDSM著作権指令に対応した改正箇所である。
- UrhG 第4条 - 拡大集中許諾制度を新たに導入。OCSSPsがコンテンツ利用許諾を取得する際、集中許諾団体（Verwertungsgesellschaften）を介することができる旨を明記した[164]。
- UrhG 第32条 - 著作者への公正な報酬支払に関し、修正[163]。
- UrhG 第32a条 (著作者契約法) - 利用許諾後の対価支払に関し、大幅な文言修正しており、"bestseller paragraph" とも呼ばれる。DSM著作権指令 第20条 (契約調整に関する条項) を反映した内容となっている[122]:§ 序言[163]。
- UrhG 第32d条、第32e条、第79(2a)条 - 著作物の利活用状況および利益額について、ライセンシーは著作者および実演家に対して定期的に情報開示することが義務付けられた[163]。
- UrhG 第41条、第79(2a)条 - DSM著作権指令 第22条 (利用許諾および権利移転の撤回条項) を反映した内容であり、著作者および実演家の撤回権を明文化している[163]。
- UrhG 第44b条、第60d条 - DSM著作権指令 第3条で定められたテキストおよびデータマイニング (TDM) 目的の利用に基づき、ドイツでも無断利用を合法化[注 29]。

UrhG 第32条に関連し、映画や音楽は15秒以内、テキストは160文字以内かつ作品全体の半分以下の量であれば、無断で他者著作物を利用しても収益を生まない限りは著作権侵害とみなさない旨を新たに規定した (いわゆる「少量利用」)。
その後、TDMの条文解釈を巡る人工知能 (AI) 関連の訴訟がドイツで起きており、世界初の本格的なAI関連判決としてEU域外からも注目されている (詳細は「クネシュケ対LAION事件」参照)。

### ベルギー
DSM著作権指令を国内法化する目的で2022年に経済法典 (Wetboek van economisch recht) を改正している。著作権関連は経済法典の第11編 (XI編)「知的財産および企業秘密保護法」の第5章 著作権および著作隣接権にて規定されている。しかしこの改正はDSM著作権指令の求める著作権保護水準を上回るものであり、GoogleやMeta、ソニーなどの大手IT企業がベルギー憲法裁判所に違憲訴訟を起こしている (詳細は「DSM著作権指令関連の改正違憲訴訟」参照)。改正点は以下のとおりである。
制限・例外規定の追加
- 第191条の1、第191条の2、第217条の1、第310条 (Art. XI.191/1, XI.191/2, XI.217/1 および XI.310) - 科学研究および文化保存目的のテキストおよびデータマイニング (TDM) に関する制限規定の追加。DSM著作権指令の第3条に対応
- 第190条、第191条、第217条、第299条、第310条 (Art. XI.190, XI.191, XI.217, XI.299 および XI.310) - 営利を含む上述以外の目的のテキストおよびデータマイニング (TDM) に関する制限規定の追加。DSM著作権指令の第4条に対応
- 第191条の1、第191条の2、第217条の1、第240条、第299条、第310条 (Art. XI.191/1, XI.191/2, XI.217/1, XI.240, XI.299 および XI.310) - 教育あるいは文化保存目的の制限規定の追加。DSM著作権指令の第5条および第6条に対応

公正な利用料の支払と透明化
- 第216条の1、第216条の2、第216条の3、第217条、第217条の1、第218条の1、第245条の7 (Art. XI.216/2, XI.216/3, XI.217, XI.217/1, XI.218/1  および XI.245/7) - 報道機関のプレス隣接権を新たに認める。DSM著作権指令の第15条に対応。
- 第228条の3、第228条の5から第228条の9まで (Art. XI.228/3, XI.228/5, XI.228/6, XI.228/7, XI.228/8 および XI.228/9) - コンテンツ共有サービスに対する義務の追加。DSM著作権指令の第17条に対応。
- 第167条の2から第167条の5まで、第205条の2から第205条の5まで (Art. XI.167/2, XI.167/3, XI.167/4, XI.167/5, XI.205/2, XI.205/3, XI.205/4, XI.205/5, XI.228/10 および XI.228/11) - 著作者・実演家の権利関連。著作者・実演家への支払料率見直し、著作物利用者に対する料率根拠の開示義務、独占ライセンシング見直し手続、対著作権管理団体手続など。DSM著作権指令の第19条・第20条・第22条に対応。

「リンク税」と揶揄されたDSM著作権法の第15条 (報道出版物の利用料支払) を受け、ベルギーではプレス隣接権を当改正で認めている。当改正を受け、ニュース記事などの著作隣接権者である報道機関と、そのニュース記事を利用するニュースアグリゲーターなどの事業者 (information society service providers、略称: ISSPs) の間で利用料率の交渉が行われたにもかかわらず4か月以内に合意に達しない場合は、通信の規制当局であるベルギー郵便電気通信庁 (オランダ語略称: BIPT、フランス語略称: IBPT) が利用料率を決定することができることとなった。不服の場合はベルギー国内の裁判所に提訴する手続をとることとなる。さらにISSPsは報道機関から要請があった場合、ニュース記事などの利用状況などの最新状況を要請から1か月以内に報告する義務が課されている。
「アップロードフィルター条項」と批判されるDSM著作権法の第17条を受け、ベルギーではオンラインコンテンツ共有サービス事業者 (online content-sharing service providers、略称: OCSSPs) がコンテンツの著作者や実演家に利用料を支払う義務が課された。しかし音楽であれば作詞・作曲家 (つまり著作者) や歌手 (実演家) ではなく、音楽プロデューサーが権利を持っていることもある。そして著作権管理団体を通じて権利者は従前から利用料を徴収していた。2022年の改正によってさらに著作者や実演家への支払義務が発生すると、いわば二重徴収の状況に陥りうる。なお、DSM著作権指令ではこのような二重徴収は義務付けていない。

### イタリア
イタリアでは2021年11月にDSM著作権指令の国内法化を行っている。イタリア著作権法の主な改正点は以下のとおりである。
- 第70の3条、第70の4条 - DSM著作権指令の第3条・第4条 (TDM) に対応
- 第43の2条 - DSM著作権指令の第15条 (プレス隣接権) に対応。報道機関やフリーのジャーナリストとニュース記事を利用するISSPs間で利用料率が合意に至らない場合、交渉から30日後にイタリア通信規制庁（英語版） (略称: AGCOM) に率の決定を付託できる[9][10]。利用料算出の根拠となるニュース記事などの利用状況は要請から1か月以内に報告する義務がISSPsに課され、違反の場合は前年度売上高の最大1%が罰金として科される[9]。
- 第102の6条から第102の10条 - DSM著作権指令の第17条 (OCSSPsの義務) に対応。OCSSPsによるコンテンツの取扱方針決定に不服の場合、イタリア通信規制庁に申立できる[9][10]。

イタリア通信規制庁は第43の2条に基づき、2023年に料率算出の決定基準を公表している (AGCOM Regulation No. 3/23/CONS)。これによると、ニュース記事のオンライン閲覧数や広告収入、報道機関の事業規模などの数値が勘案される。Meta社 (旧Facebook) は2023年12月にこの基準の無効を求めて提訴している (詳細は「Meta対イタリア通信規制庁事件」参照)。

### チェコ
EU官報を電子公布しているEUR-Lexによると、加盟27か国のうち国内法化の立法措置が最も多かったのがチェコで16本である。このうち7本は著作権法 (Autorský zákon) に対する改正立法であり、他にも民法典 (Občanský zákoník) の改正や個人情報取扱法 (Zákon o zpracování osobních údajů、チェコ語略称: ZZOÚ、英略称: DPA) の新規立法といった関連法にもDSM著作権法の国内法化対応がおよんでいる。

### 拡大集中許諾制度
DSM著作権指令発効から2年半後の2021年11月、欧州委員会から拡大集中許諾制度に関する各国の導入・活用状況調査報告書 (SWD(2021) 337 final) が公表された。これはDSM著作権指令の第12条第6項で報告書作成が義務付けられているためである。当報告書の集計時点でEU加盟国のうち14か国が何らかの形で拡大集中許諾制度を導入しており、うち12か国はDSM著作権指令成立以前に導入済であり、成立後に新規導入したのはオランダとマルタの2か国のみである。
導入領域は各国で異なるが大まかな傾向をまとめると、テレビおよびラジオの放送事業に不随する権利処理で活用している国が最も多く、次いで商業流通が途絶えた絶版作品 (Out-of-commerce works) にも導入する国が多い。前者はたとえば地上波の放送局が同時に衛星放送する場合や、番組の再放送、オンライン配信向けに番組を再構成するなどの場合における権利処理の円滑化に寄与している。後者の導入例としては書籍や新聞、雑誌、画像など幅広く適用するものの初版が1965年以前の著作物に限定するドイツのような国もあれば、フランスのように書籍や一部芸術作品に絞っているものの2000年以前の著作物と期間を幅広にとっている国もある。いずれにしても絶版作品については、文化遺産機関が大量に抱えていて捌ききれない、あるいは経年で著作権者を追跡するのが困難との経済的理由から、こうした拡大集中許諾制度が導入されている。

### 著作権侵害件数の推移

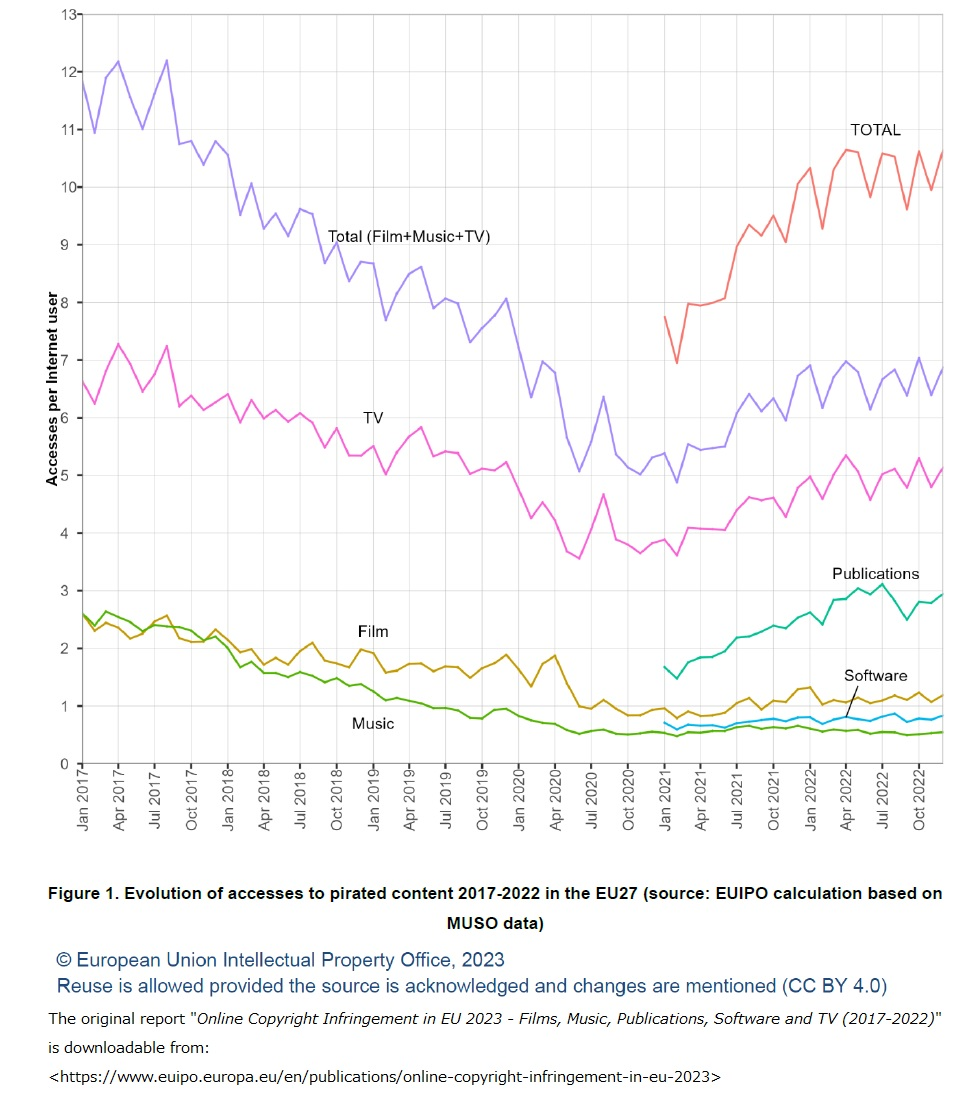
EU加盟国およびイギリスにおける著作権侵害コンテンツ月次ユーザーあたりアクセス数

欧州連合知的財産庁 (EUIPO) が2017年から2022年にかけて行ったEU域内におけるオンライン著作権侵害の状況調査報告書によると、著作権侵害コンテンツにオンラインアクセスした月次件数は1ユーザーあたり平均で、2017年が11.5件、2021年初頭が約5件 (調査期間中の最低値)、2022年末には7件となっている。DSM著作権指令成立前の2017年と比較すると、著作権侵害コンテンツへのアクセスは全体的には減少傾向を見せている。ただし、2020年から2021年にかけてはCOVID-19感染の世界的流行という特殊要因がある点に留意が必要である。

## 条文の全体構成
EU官報に掲載された条文の英語原文に基づき、訳語は公益社団法人 著作権情報センター (CRIC) の日本語訳も一部参照している。
- 前文 (Recital) - (1) から (86) まで。制定の目的や背景など、条文の用語解釈にかかわる前提情報。
- 第1編: 一般規定 (General Provisions) - 第1条が範囲・対象。第2条が用語の定義。
- 第2編: デジタル越境環境下での例外・制限措置 (Measures to Adapt Exceptions and Limitations to the Digital and Cross-boarder Environment) - 第1条から第7条まで。第3条が研究目的などのTDM、第4条が営利を含むTDM、第5条が教育目的、第6条が文化保存目的の例外・制限規定。
- 第3編: ライセンス契約の慣行改善とコンテンツ普及措置 (Measures to Improve Licensing Practices and Ensure Wider Access to Content) - 第8条から第14条まで。第8条が絶版著作物関連。第12条・第13条が拡大集中許諾制度（英語版）。
- 第4編: 著作権市場の健全化措置 (Measures to Achieve a Well-functioning Marketplace for Copyright) - 第15条から第23条まで。第15条 (通称「リンク税」) が報道出版物への利用料支払。第17条 (通称「アップロードフィルター条項) がオンラインコンテンツ共通サービス事業者の義務。第18条から第22条が著作者および実演家の権利。
- 第5編: 最終規定 (Final Provisions) - 第24条から第32条まで。第24条が他の著作権関連の既存EU法令の改正。第28条が個人情報保護。第29条が国内法化。